# قنصور أطلسي
قنصور أطلسي (الاسم العلمي:Colutea atlantica) هي نوع نباتي يتبع جنس القنصور من فصيلة البقولية.